# Нейман, Ежи
Е́жи Не́йман (англ. Jerzy Spława-Neyman, при рождении Ю́рий Чесла́вович Не́йман; 16 апреля 1894, Бендеры, Бессарабская губерния, Российская империя — 5 августа 1981, Окленд, Калифорния, США) — польский и американский математик и статистик.
Член Национальной академии наук США (1963), иностранный член Лондонского королевского общества (1979).

## Биография
Юрий Нейман родился в уездном бессарабском городе Бендеры в польской католической семье, сын Ц. Г. Неймана (1852—1906), фольклориста, этнографа, историка и археолога.
В 1909 году окончил Каменец-Подольскую гимназию. Учился в Харьковском университете. Окончил Варшавский университет (1923). В 1923—1934 годах преподавал в Варшавском и Краковском университетах, Университетском колледже Лондона. В 1927 году организовал в Варшаве лабораторию биометрии. С 1938 года — профессор Калифорнийского университета в Беркли.
Основные работы посвящены статистике и теории вероятностей. Развивал (с 1930) так называемую бихевиористскую статистику (методологию принятия решений в условиях неопределённости), которая нашла много применений в научных исследованиях в астрономии, физике, биологии, медицине — везде, где необходимо снижать частоту ошибок. Во время Второй мировой войны работал над прицелами бомбардировщиков и проблемами наведения.

## Награды
- Стипендия Гуггенхайма (1957)[8]
- Национальная научная медаль США (1968)
- Мемориальная награда Уилкса[англ.] (1968)
- Мессенджеровские лекции (1971)

## Сочинения
- Нейман Ю. Вводный курс теории вероятностей и математической статистики = First Course in Probability and Statistics. / Пер. с. англ. Н. М. Митрофановой и А. П. Хусу. Под ред. акад. Ю. В. Линника. — М.: Наука, 1968. — 448 с.